# 赵兴祥
赵兴祥（？—1175年），金朝官员，平州卢龙（今河北省卢龙县）人，辽朝燕京留守、天水郡王趙思溫的六世孙。
其父赵瑾，辽朝静江军节度使。赵兴祥以父任阁门祗候，到白霫谒告省亲。会辽末土寇据州作乱，赵兴祥携母亲及弟弟妹妹逃奔燕京，不能进城，自柳城穿越沙漠，夜间视星斗前行。找到辽军，而不知辽天祚帝所在，于是回到柳城。完颜娄室擒获天祚帝，赵兴祥归降金国，跟随完颜宗望伐北宋，为六宅使。天眷初年，官至同知宣徽院事。为母丁忧去官。金熙宗得知赵兴祥孝行，英悼太子受册时，赵兴祥起任原官，看护太子。转任右宣徽使。完颜亮天德初年，改为左宣徽使。完颜亮问赵兴祥，想要让他的子弟为官，赵兴祥辞谢。完颜亮赐给他玉带，说其官未至一品，但可佩戴此带侍立。担任济南尹，赐车马、金币、金银器皿，改任绛阳军节度使，入城为太子少保，封广平郡王，又改封钜鹿郡王。正隆初年，按例夺王爵，转任太子少傅，封申国公，为定武军节度使。完颜亮伐南宋，赵兴祥两个儿子从军。金世宗即位，完颜亮尚在淮南，其二子未得北还。赵兴祥至平州来见金世宗，被任命为为秘书监，后为左宣徽使。世宗让他酌减尚食局厨师。近臣献琵琶，世宗退回，对赵兴祥自己未尝以声伎为心。有司上奏南北边事未息，恐怕财用不足，请求罢去修神龙殿凉位的工役。世宗即日派赵兴祥传诏停止。后来，以其孙赵珣为阁门祗候。大定十五年（1175年），世宗至安州春水，召赵兴祥赴万春节。世宗至良乡，赐银五百两，赵兴祥风眩，世宗赐医药。不久，在官任上去世。